# ميتار ماركيز
ميتار ماركيز مواليد 25 أكتوبر 1990 في جمهورية يوغوسلافيا الاشتراكية الاتحادية، هو لاعب كرة يد صربي يلعب كجناح أيمن. يلعب حاليا مع فغيش أوف غوبينغن ويحمل الرقم 13. مثل منتخب صربيا لكرة اليد.

## روابط خارجية
- ميتار ماركيز على موقع الاتحاد الأوروبي لكرة اليد (الإنجليزية)